# Mucho ruido y pocas nueces (película)
Mucho ruido y pocas nueces (en inglés Much Ado About Nothing) es una película británica de 1993, protagonizada, producida, adaptada y dirigida por Kenneth Branagh. Esta adaptación de la comedia homónima de William Shakespeare, se centra en el amor y el daño que los malentendidos o la traición pueden causar. Se rodó durante ocho semanas en la Villa Vignamaggio, situada en plena Toscana italiana, en agosto de 1992, y contando con un reparto internacional. La cinta participó en la selección oficial del Festival de Cannes de 1993.

## Los personajes
| Actor               | Personaje |
| ------------------- | --------- |
| Kenneth Branagh     | Benedicto |
| Emma Thompson       | Beatriz   |
| Kate Beckinsale     | Hero      |
| Robert Sean Leonard | Claudio   |
| Keanu Reeves        | Don Juan  |
| Michael Keaton      | Dogberry  |
| Denzel Washington   | Don Pedro |